# فيولا تومسون
فيولا تومسون (بالإنجليزية: Viola Thompson)‏ هي لاعب كرة قاعدة أمريكية، ولدت في 2 يناير 1922 في وينستون-سالم في الولايات المتحدة، وتوفيت في 31 ديسمبر 2017 في بلتون في الولايات المتحدة.